# NEW Xman
NEW X맨（ニュー エックスメン）は、ソウル放送で毎週土曜日17：30に放送されているバラエティー番組。2006年の10月までX맨を放送していた。
3MC Opening Danceから番組が始まる。

## MC
- ユ・ジェソク-유재석, 劉在錫(コメディアン)
- カン・ホドン-강호동, 姜鎬童(コメディアン)
- イ・ヒョクチェ-이혁재, 李赫宰(コメディアン)

## 放送日・挑戦者
| 回 | 放送日         | 挑戦者 |
| -- | -------------- | --- |
| 01 | 2006年11月5日  | イ・ジョンヒョン パク・チョンア ソ・ノヨン ヤン・ドングン パク・ミョンス ハハ ユノ・ユンホ イ・スンギ オク・ジュヒョン エンディ ホン・ギョンミン                                           |
| 02 | 2006年11月12日 | ミッキー・ユチョン ユリ カン・ウンビ ペ・スルギ ソン・シギョン ユノ・ユンホ アンディ パク・ミョンス ハハ チョンジン MC.モン                                                                |
| 03 | 2006年11月19日 | ハハ アンディ パク・ミョンス ホ・ヨンセン プライオン イ・ジョンヒョン キム・ヒョンジュン ハ・ソクジン パク・ジュンギュ ステファニー カン・ミヨン                                           |
| 04 | 2006年11月26日 | イ・スンギ ハ・ドンギュン ライオン バダ ペク・チヨン キム・ヒョンジョン アンディ パク・ミョンス ハハ プライオン ホン・ギョンミン                                                           |
| 05 | 2006年12月3日  | ソン・シギョン アンディ ユノ・ユンホ イ・ヒョンジ チャン・ヨンラン MC.モン ステファニー セブン ヨンジュン・ジェジュン ハハ パク・ミョンス                                                  |
| 06 | 2006年12月10日 | マヤ シア・ジュンス イル キム・ジフン パク・ミョンス ペ・スルギ チョン・ジンファン・ジヒョン キム・テウ アンディ ハハ                                                                      |
| 07 | 2006年12月17日 | ホン・ギョンミン アンディ チョン・ウヒョク ハハ パク・ミョンス ミッキー・ユチョン イ・ジョンヒョン チョ・ジョンリン チュ・ヨンフン ステファニー ユノ・ユンホ                               |
| 08 | 2006年12月24日 | チェ・シウォン アンディ チョン・ジン パク・チョンア テイ ペク・チヨン パク・ミョンス ソン・ホミョン キム・ヒチョル ナム・ギュリ チェヨン プライオン イル ハハ                              |
| 09 | 2006年12月31日 | チェ・シウォン アンディ チョン・ジン パク・チョンア テイ ペク・チヨン パク・ミョンス ソン・ホミョン キム・ヒチョル ナム・ギュリ チェヨン プライオン イル ハハ                              |
| 10 | 2007年1月7日   | パク・チョンミン イ・ヘスン チョン・ソンムン イ・ビョンヒ キム・ジュヒ パク・ミョンス ユン・ヒョンジン チェ・ギファン ユン・ヨンミ チョン・ミソン キム・イルチュン アンディ ハハ           |
| 11 | 2007年1月14日  | パク・チュニョン チャン・ユンジョン ペッカ ステファニー カン・イン パク・ミョンス ハハ シン・ギヒョン チョン・スヨン パク・サンミン イ・ギチャン アンディ キム・ジフン チ・ハゴン ソ・ヨン |
| 12 | 2007年1月21日  | パク・チュニョン チャン・ユンジョン ペッカ ステファニー カン・イン パク・ミョンス ハハ シン・ギヒョン チョン・スヨン パク・サンミン イ・ギチャン アンディ キム・ジフン チ・ハゴン ソ・ヨン |
| 13 | 2007年1月28日  | ソン・シギョン チョン・ミョンフン カン・ミヨン イル パク・ミョンス イ・ウニョン チャン・ヨンラン プライオン アンディ KCM ファン・ヨンジン ハハ イ・ヒョンジ                                |
| 14 | 2007年2月4日   | タ・プルロ キム・ヒョンジュン ユン・ジミン キム・ヒョンジュン DJ Tukutz パク・ミョンス イ・ソニル MC.モン キム・ジフン ソ・ジヨン アンディ ハハ                                            |
| 15 | 2007年2月11日  | キム・ジャンフン プライオン ファン・ボラ ユン・ジフ ペ・スルギ パク・ミョンス ジン・テファ キム・ヒョンチョル アンディ パク・チョンミン ソルビ ハハ ヤン・ウンジ                           |
| 16 | 2007年2月18日  | キム・ジァンフン チョ・ジョンリン ミスラ キム・シニョン パク・ヒョンビン パク・ミョンス パク・ジュニョン タブロ アンディ シン・ジュア ソルビ ハハ                                          |
| 17 | 2007年2月25日  | イ・ジフン キム・ヒチョル ソ・ジヨン ソ・イニョン キム・ギョンロク パク・ミョンス TOP キム・ジャンフン ヒョン・ジニョン アンディ テイ ハハ チョン・ジア                                    |
| 18 | 2007年3月4日   | キム・ジャンフン パク・サンミン キム・ヒョンチョル ファンボ イ・サンミン イ・ジフン アンディ キム・ヒチョル シン・ドン ハハ パク・ミョンス                                                 |
| 19 | 2007年3月11日  | チャン・ナラ ソン・ミン イ・ギチャン イ・ジフン キム・ヒチョル キム・ジャンフン プッ チャド アンディ パク・ミョンス ハハ                                                                   |
| 20 | 2007年3月18日  | キム・ジウ オ・ジホン テイ ソルビ キム・ヒチョル ハハ ペク・ポラム イル カン・イン アンディ パク・ミョンス                                                                                 |
| 21 | 2007年3月25日  | ウン・ジョンス ファン・ボ アンディ ソルビ ハハ イ・チェフン キム・ヨンチョル イ・ヒョンジ キム・ジャンフン キム・ヒチョル パク・ミョンス                                                   |
| 22 | 2007年4月1日   | トニー アイビー イム・ジェウク キム・ジャンフン キム・ヒチョル パク・ミョンス チェ・ジョンミン タブルロ ミッスラ ソルビ アンディ ハハ ソ・ヒ                                               |